# Xiao He Rui

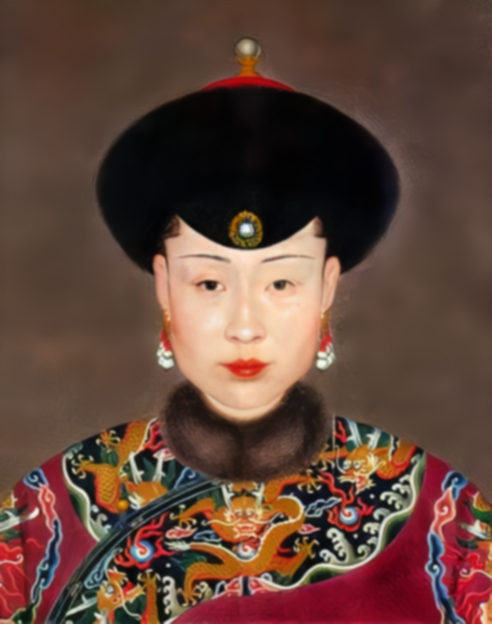
Xiao He Rui

Xiao He Rui (Chinees: 孝和睿皇后) (20 november 1776 - Verboden Stad, 23 januari 1850) was de tweede keizerin gemalin van de keizer Jiaqing van China.

## Biografie
Keizerin Xiao He Rui behoorde tot de Mantsjoe Niuhuru stam en was de dochter van baron Gongala. Dame Niuhuru betrad de verboden stad in Beijing tijdens de regeringsperiode van keizer Qianlong. Zij werd een bijvrouw van de toenmalige prins Yong Yan. In 1795 trad keizer Qianlong af ten gunste van zijn zoon, Yong Yan, die de troon besteeg als de keizer Jiaqing.
Als bijvrouw van de nieuwe keizer kreeg zij de titel van geëerde gemalin. In 1797 overleed Jiaqings eerste keizerin. In 1801 werd dame Niuhuru bekroond tot keizerin. Zij gaf geboorte aan een dochter en twee zonen:
- prins Miankai (1795 - 1838).
- prins Mianxin (1805 - 1826).

In 1820 overleed keizer Jiaqing in Jehol. Omdat keizer Jiaqing geen testament had opgesteld werd dame Niuhuru verzocht om een opvolger aan te wijzen. Zij nam geen misbruik van de situatie om een van haar eigen zonen als opvolger aan te wijzen. In plaats daarvan benoemde zij Mianning, zoon van Jiaqings eerste keizerin, als opvolger die de regerings titel Daoguang aan nam.
Dame Niuhuru overleed in het dertigste regeringsjaar van de keizer Daoguang. Zij werd begraven in het Changling mausoleum in Hebei.